# حمام السلطان

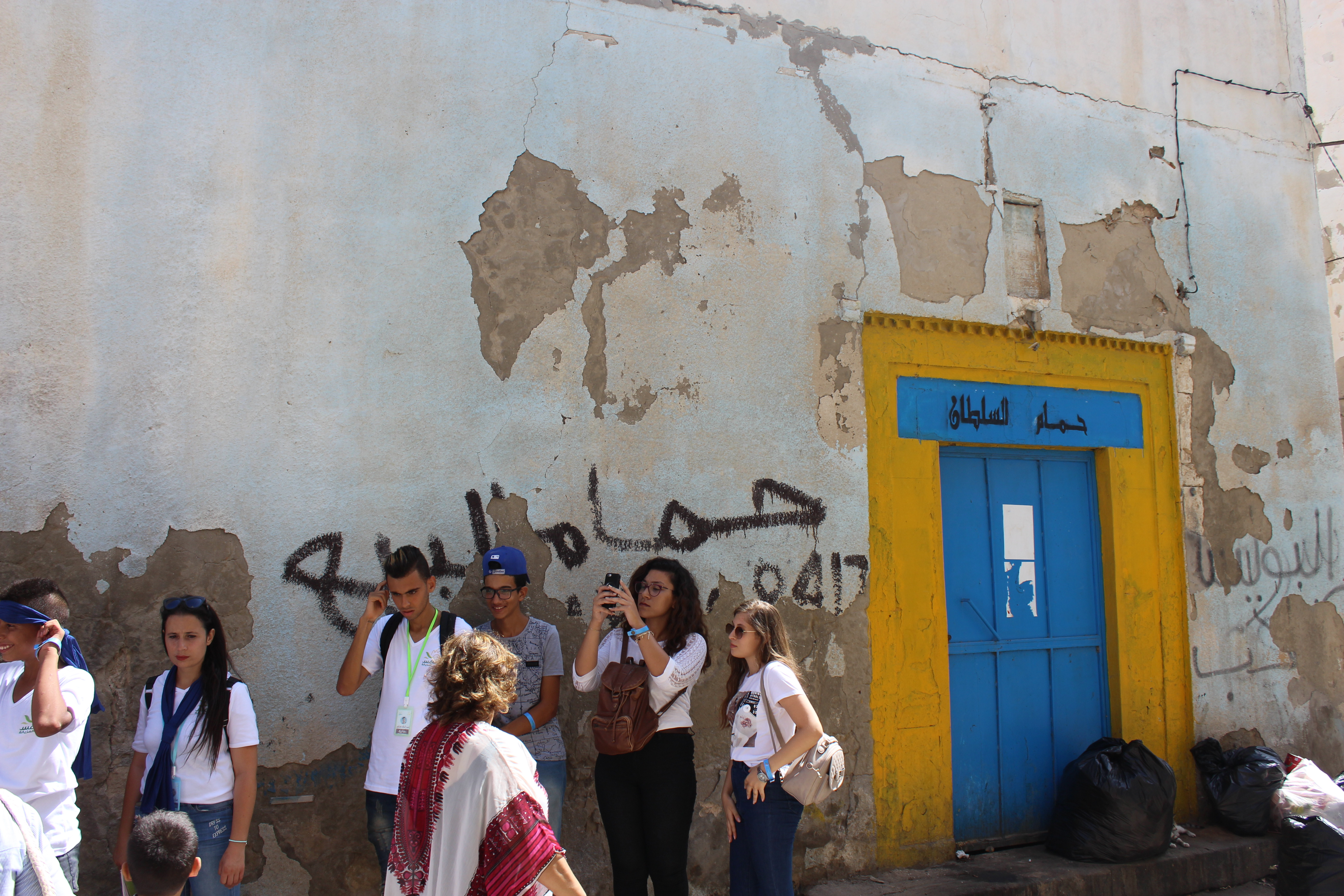
واجهة حمام السلطان

حمام السلطان واحد من الحمامات الأكثر شهرة في مدينة صفاقس العتيقة.

## موقعه
يطل على نهج الدريبة في الجزء الشرقي من المدينة، على مقربة من جامع سيدي اللخمي ودارالجلولي (منزل قديم تم تحويله إلى متحف).

## تاريخه
لا تحتفظ المصادر المكتوبة بتاريخ محدد لبناء هذا الحمام. إلا أنه وحسب نقش محفور فوق مدخل المبنى فإنه تم ترميمه امن قبل البناء المعلم محمد القطي عام 1649 خلال فبرة حكم المراديين. حسب بعض الروايات الشعبية، فإن الحمام يعود إلى عهد الأغالبة.
يذكر المصدر نفسه وجود ممر سري تحت الأرض بين الحمام ودار السبسي، منزل أحد حكام مدينة صفاقس القدماء.
يتمثل نص المنقوشة في:
"بسم الله الرحمن
الرحيم وصلى الله
على سيدنا محمد وعلى اله
جدد هذا الحمام المبارك
بيد صاحبه المكرم الأجل
عبد الله محمد بن المرحوم عبد
الله السيالة، بناه المعلم محمد
ابن محمد القطي وجمله ولده محمد
بتاريخ شهر صفر عام تسعه وخمسين و ألف"

## أصل التسمية
تربط المصادر التاريخية هذا الحمام إلى العديد من الأحداث المهمة في تاريخ مدينة صفاقس. في الواقع، قتل اثنين من حكام المدينة في هذا المبنى: منصور البرغواتي منتصف القرن الحادي عشر وعمر الحفصي في أواخر القرن الرابع عشر, الشيء الذي أعطاه اسمه الحالي.

## هندسته
يتم الدخول للحمام من خلال باب يعلوه نقش كتابي. يفتح هذا المدخل على دهليز صغير يتيح الوصول إلى خلايا الحمام.

الغرفة الرئيسية الكبيرة مربعة الشكل، مع 6.5 متر طول الجانب الواحد. وهي مغطاة بقبة في الوسط وأقبية للبراميل على كلا الجانبين. القبة المركزية ذات تركيبة ثلاثية تتكون من قاعدة مستطيلة، أسطوانة مثمنة الأضلاع وقبعة نصف كروية. يبلغ طول القناطر المتجهة شمالاً وجنوباً أكثر من أربعة عشر متراً في حين يناهز العرض أربعة أمتار.

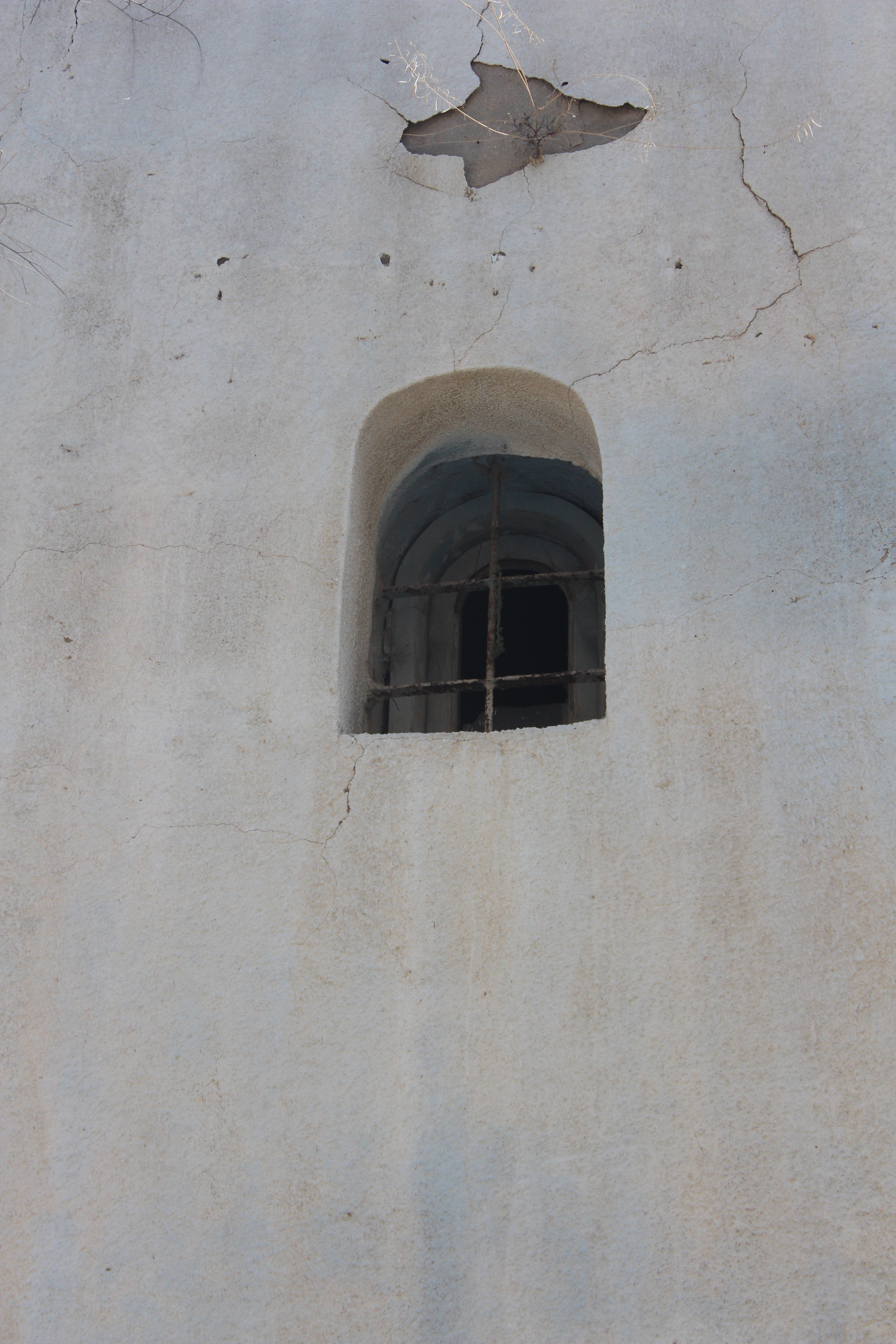
شباك بالحمام
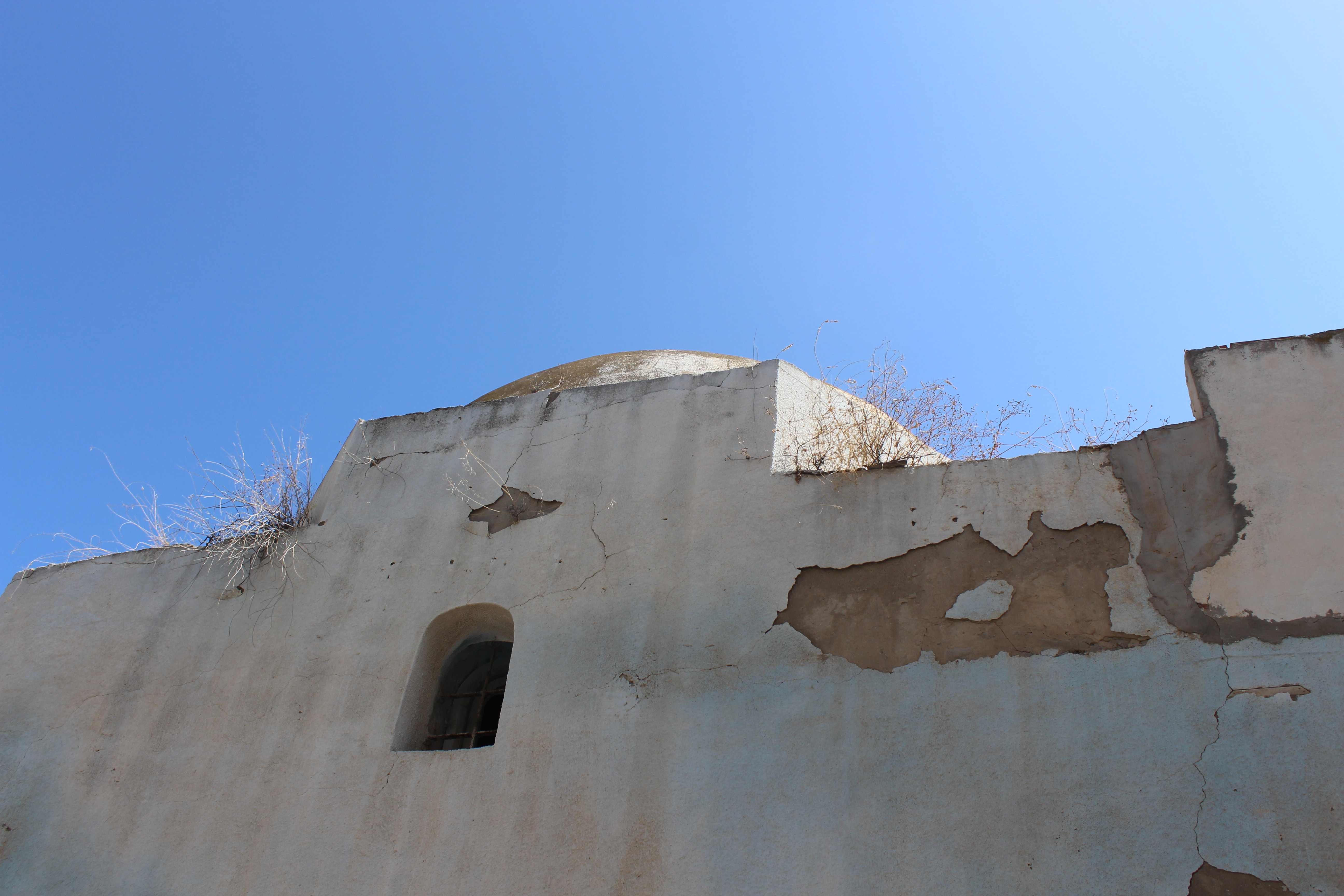
قبة الحمام